# Campeonato Mundial de Esgrima de 1958
El XXVIII Campeonato Mundial de Esgrima se celebró en Filadelfia (Estados Unidos) entre el 24 de agosto y el 6 de septiembre de 1958 bajo la organización de la Federación Internacional de Esgrima (FIE) y la Asociación Estadounidense de Esgrima.

## Medallistas

### Masculino
| Evento              | Oro | Plata                                                                 | Bronce |
| ------------------- | --- | --------------------------------------------------------------------- | --- |
| Florete individual  | Giancarlo Bergamini · Italia                                                                                                | Ferenc Czvikovszky · Hungría                                          | Bernard Baudoux Francia                                                                                                   |
| Florete por equipos | Claude Bancilhon Bernard Baudoux Roger Closset Christian d'Oriola Jacques Guittet Claude Netter Francia                     | Mark Midler Yuri Rudov Yuri Sisikin Guerman Sveshnikov URSS           | Giancarlo Bergamini · Mario Curletto · Edoardo Mangiarotti · Alberto Pellegrino · Antonio Spallino · Italia               |
| Espada individual   | Henry Hoskyns Reino Unido                                                                                                   | Edoardo Mangiarotti · Italia                                          | Arnold Chernushevich URSS                                                                                                 |
| Espada por equipos  | Edoardo Mangiarotti · Franco Bertinetti · Giuseppe Delfino · Gianluigi Saccaro · Carlo Pavesi · Alberto Pellegrino · Italia | Lajos Balthazár · Árpád Bárány · Tamás Gábor · István Kausz · Hungría | Daniel Dagallier Jacques Guittet Maurice Huet Gérard Lefranc Armand Mouyal René Queyroux Francia                          |
| Sable individual    | Yakov Rylski URSS | David Tyshler URSS                                                    | Jerzy Twardokens · Polonia                                                                                                |
| Sable por equipos   | Aladár Gerevich · Zoltán Horváth · Rudolf Kárpáti · Pál Kovács · Tamás Mendelényi · Hungría                                 | Lev Kuznetsov Umiar Mavlijanov Yakov Rylski David Tyshler URSS        | Jerzy Pawłowski · Wojciech Zabłocki · Zygmunt Pawlas · Andrzej Piątkowski · Marian Kuszewski · Jerzy Twardokens · Polonia |

### Femenino
| Evento              | Oro                                                                                            | Plata                                                             | Bronce                                                                       |
| ------------------- | ---------------------------------------------------------------------------------------------- | ----------------------------------------------------------------- | ---------------------------------------------------------------------------- |
| Florete individual  | Valentina Rastvorova URSS                                                                      | Emma Yefimova URSS                                                | Ildikó Rejtő · Hungría                                                       |
| Florete por equipos | Galina Gorojova Emma Yefimova Valentina Rastvorova Valentina Prudskova Alexandra Zabelina URSS | Astrid Berndt Helmi Höhle Ilse Keydel Helga Mees Heidi Schmid RFA | Catherine Delbarre Renée Garilhe Françoise Mailliard Régine Veronnet Francia |

## Medallero
| Núm. | País        | Oro | Plata | Bronce | Total |
| ---- | ----------- | --- | ----- | ------ | ----- |
| 1    | URSS        | 3   | 4     | 1      | 8     |
| 2    | Italia      | 2   | 1     | 1      | 4     |
| 3    | Hungría     | 1   | 2     | 1      | 4     |
| 4    | Francia     | 1   | 0     | 3      | 4     |
| 5    | Reino Unido | 1   | 0     | 0      | 1     |
| 6    | RFA         | 0   | 1     | 0      | 1     |
| 7    | Polonia     | 0   | 0     | 2      | 2     |
|      | TOTAL       | 8   | 8     | 8      | 24    |